# Särkijärvi (sjö i Finland, Norra Karelen, lat 62,33, long 30,08)
Särkijärvi är en sjö i Finland. Den ligger i kommunen Tohmajärvi i landskapet Norra Karelen, i den sydöstra delen av landet, 400 km nordost om huvudstaden Helsingfors. Särkijärvi ligger 86,8 meter över havet. Den är 20,8 meter djup. Arean är 10,75 kvadratkilometer och strandlinjen är 25,2 kilometer lång. Sjön  ingår i Vuoksens huvudavrinningsområde.   I omgivningarna runt Särkijärvi växer i huvudsak blandskog. Den sträcker sig 5,6 kilometer i nord-sydlig riktning, och 4,3 kilometer i öst-västlig riktning.
I övrigt finns följande i Särkijärvi:
- Rovesaari (en ö)
- Mokinsaari (en ö)